# Dufauxia trichocera
Dufauxia trichocera là một loài bọ cánh cứng trong họ Cerambycidae.